# Marie-Christine Lévesque
Pour les articles homonymes, voir Lévesque.
Marie-Christine Lévesque (1958-2020) était une directrice artistique, écrivaine et éditrice québécoise,,. En tant que directrice artistique, elle a remporté l'Applied Arts Award en 2005 pour la conception de la couverture du livre 9 Vues.
Son conjoint était Serge Bouchard. Elle a coécrit avec lui des livres dont Elles ont fait l'Amérique : De remarquables oubliés, tome 1 et 2 et Le peuple rieur. Hommage à mes amis innus, ce dernier ayant remporté le prix Victor-Barbeau en 2018. Ses écrits ont exploré la vie des peuples autochtones d'Amérique du Nord du XVIe siècle au XIXe siècle et du peuple innu.

## Début de la vie
Marie-Christine Lévesque est la fille de Gérard D. Lévesque et de Denyse Lefort. Elle a grandi à côté d'une réserve indienne, mais a été élevée dans la crainte de ce groupe de personnes.

## Carrière professionnelle
Marie-Christine Lévesque a commencé sa carrière comme conceptrice publicitaire et a travaillé comme conceptrice artistique pour des jaquettes de livre. Elle a reçu le prix Applied Arts en 2005 pour la conception de la couverture de 9 Vues, un livre présentant les gravures de Louise Masson qui accompagnent la poésie de Daniel Danis. Elle a également reçu un prix Applied Arts en 2005 comme directrice artistique de Peau/Parfum/Noire.
Lévesque a travaillé comme éditrice avant de se consacrer à l'écriture à temps plein. En 2011, elle a coécrit Elles ont fait l'Amérique : De remarquables oubliées, tome 1 avec son mari Serge Bouchard. Le livre est une compilation de 15 biographies de femmes nord-américaines peu connues et s'inspire d'une émission de radio d'Ici Radio-Canada Première intitulée De remarquables oubliés.
En 2012, son mari, Serge Bouchard, a été invité par le conseil de bande d'Essipit à écrire l'histoire du peuple innu et elle l'a accompagné pour coécrire et éditer l'ouvrage. Pendant son séjour chez les Innus, son mari l'a amené à apprécier la communauté autochtone et la nature qui les entoure. Les écrits ont été publiés sous la forme d'un essai en 2017 intitulé Le peuple rieur. Hommage à mes amis innus et a reçu le prix Le Prix Victor-Barbeau,. Il a également été le 27e livre le plus vendu dans les librairies indépendantes du Québec en 2018.

## Style d'écriture
En décrivant son style d'écriture, Marie-Christine Lévesque a dit : « Je suis littéraire, minimaliste. ».
En décrivant Elles ont fait l'Amérique, Laurence Clerfeuille a dit que l'écriture était : « dense, minutieuse, émouvante parfois, les récits allient habilement éléments romanesques et sociohistoriques... [cependant,] un lecteur non accoutumé au contexte historique pourra peut-être s'égarer parfois dans certaines informations accessoires. ».
Michel Lapierre du Devoir, en décrivant Ils ont couru l'Amérique, a déclaré que Marie-Christine Lévesque et Serge Bouchard « partagent un admirable talent de conteur ».

## Vie personnelle et décès
Marie-Christine Lévesque a adopté un enfant de Chine avec son conjoint Serge Bouchard en 2003. Elle est décédée le 16 juillet 2020 d'un cancer du cerveau. Au moment de son décès, elle s'apprêtait à publier un recueil de poésie.

## Influence
En 2020, Alexandre Castonguay, Patrice Dubois et Soleil Launière ont créé un spectacle théâtral intitulé Courir l'Amérique basé sur les livres de Marie-Christine Lévesque Elles ont fait l’Amérique et Ils ont couru l’Amérique. Les artistes ont fait une tournée de leur production à travers le Canada,.